# フリチア属
フリチア属（フリチアぞく、学：Frithia）はハマミズナ科に含まれる属の一つ。日本では多肉植物として栽培されている。

## 概要
南アフリカ共和国北部の地域を原産とする多肉植物で、フェネストラリア属との近縁な属である。葉はフェネストラリア属と同じく柱状節理の様な葉が密生し、頂上部は綺麗に切り取られたような形状をしている。原産地では岩場の隙間などに葉の上部のみを出して成育する生態も共通している。花の形状もハマミズナ科の花によく見られるキク科の頭花に似た形をしており、濃い桃色の花を咲かせる。
他のハマミズナ科（※メセンと呼ばれる種）の植物とは異なる特徴を２つもっており、それは生育期が夏である事、加湿にかなり強い点である。本属と近縁にあたるファウカリア属やフェネストラリア属は冬型の成育サイクルで、日本の夏の気候で枯れてしまうことが多いが、本種はマツバギクと同程度の暑さに耐性があり、夏越しが容易に頑丈である。

## 栽培方法
日本での流通は少ない為、日本の気候に合わせた栽培例は稀。生育期が春～夏ごろなので成育期は水を冬期よりやや多めに与える（※目安の一例として、表土が乾燥し3日程度経過したら与える間隔）。他の多肉植物よりは加湿に耐性を持つが、やはり加湿には弱いので鹿沼土などを混ぜ込んだ水はけの良い土壌に植え付けた方が健康に育つ。株分けや播種で繁殖可能だが、成育は遅いので大量に増やしたりするのは難しい。

## 名称について
属名の由来は不明である。

## 下位分類
本属は2種と複数の変種が認められる。菊光玉は種として認められない場合もある。
- 菊光玉【きくこうぎょく】

　（Frithia humilis）
- 光玉【こうぎょく】

　（Frithia pulchra）